# Inaczej niż w raju
Inaczej niż w raju (oryg. Stranger Than Paradise) – film z 1984 roku w reżyserii Jima Jarmuscha, nakręcony przez niego według własnego scenariusza. 
Premiera filmu miała miejsce 25 grudnia 1984 w Szwecji. W rolach głównych wystąpili: muzyk jazzowy John Lurie (jako Willie), były perkusista Sonic Youth Richard Edson (Eddie) oraz urodzona na Węgrzech aktorka Eszter Balint (Eva). Zdjęcia rozpoczęto bazując na pozostawionym przez Wima Wendersa materiale filmowym z 1982 roku - Stan rzeczy (oryg. Der Stand der Dinge). Pierwotnie zaplanowany na 30-minutowy krótki metraż, film rozrósł się wkrótce do trzech części. Część pierwsza Nowy Świat rozgrywa się w Nowym Jorku, druga Rok później w Cleveland, ostatnia Raj ma miejsce na Florydzie.

## Fabuła
Film opowiada historię młodego mężczyzny postrzegającego się jako hipster. Odwiedza go przejazdem kuzynka z Węgier, Eva. Jej wizyta tworzy pierwszą część. W części drugiej Willie ze swoim przyjacielem odwiedzają ją w Cleveland, gdzie mieszka u ciotki i pracuje, sprzedając hamburgery. Część trzecia pokazuje podróż całej trójki na wakacje na Florydę.